# Tomás Osuna
Tomás Osuna (en algunas obras, Tomás Ozuna) ( * 1882, Luque, Paraguay  - Asunción 21 de noviembre de 1941 ) fue una personalidad de la cultura, la ciencia, y la política del Paraguay.
Su vida transcurrió entre el desempeño de las diversas funciones públicas que le fueron encomendadas y la labor pedagógica en la enseñanza secundaria, la educación rural, la alfabetización bilingüe universal con especial hincapié en el medio rural, la investigación científica del guaraní, el desarrollo de la agricultura y la ganadería, la ciencia veterinaria,  las relaciones entre alimentación y salud Pública en el Paraguay. y  los estudios americanistas, áreas  en las cuales realizó aportes considerados notables y avanzados por los especialistas de su época.

## Trayectoria
Se graduó en Francia como Dr. en Medicina Veterinaria-
A su regreso al país natal, estableció,
- La organización del Servicio de Ganadería
- La Inspección de carnes, con métodos científicos, a fin de garantizar la calidad y sanidad de las mismas, para el consumo masivo, que constituyó un notable avance en la Salud Pública del Paraguay, ya que se carecía de estos servicios.-
- Director del Colegio Nacional de la Capital, EN 1919 Y 1924.
- Profesor en varios institutos de enseñanza.
- Presidente de la Academia Guaraní;
- Miembro de la Soc. Científica del Paraguay;
- Académico titular de la Acad. Correntina de la lengua Guaraní;
- Miembro de la Soc. Americanista de París;
- Correspondiente de la Acad. Americana de la Historia, y otras similares
- Enseñanza mínima rural y
- Ensayo sobre educación secundaria.
- Hablaba y escribía en Castellano, Frances, Guaraní, y  leía en Inglés y portugués.

Fundador y colaborador de varias Revistas y Publicaciones pioneras en la cultura del Paraguay, como “Criterio” y la “Revista Paraguaya”,  el Gimnasio Paraguayo, El Ateneo Paraguayo, la Asociación Cultura Guaraní, etc.-
Fue considerado uno de los más eminentes guaranistas, el más respetable y conspicuo de la tendencia cultural laica y democrática, frente a las otras dos grandes tendencias dentro del guaraní: la  tendencia fundamentalista religiosa, y la tendencia naturalista, que también contaban con grandes estudiosos.- 
Sin desmedro de su notable labor en varios campos, algunos consideran que lo más valioso de la actividad intelectual del doctor Osuna está representado por una serie de originales investigaciones y estudios sobre la lengua originaria del Paraguay. 
- Versión guaraní de la Constitución Nacional, acompañada de un erudito glosario;
- Estudio sobre ideología guaraní, y
- – Diccionario Guaraní-Castellano y Castellano-Guaraní, que sirvió de base y material para la confección del notable Diccionario bilingüe Ñe’engueryru, desarrollado y completado posteriormente por su amigo el Dr. Anselmo Jover Peralta, considerado la obra más completa y moderna de divulgación sobre el Guaraní paraguayo hasta mediados del siglo XX)
- Breves Nociones de Gramática Guaraní- publicado como apèndice del Diccionario bilingüe mencionado anteriormente. Es un resumen de una Gramática más completa, realizada por Jover Peralta.- La Gramática completa esta hoy extraviada. Esta obra,  "Breves Nociones" , es una obra divulgación.-

“La labor filológica del Dr. Osuna constituye un notable aporte y señala un progreso positivo en los estudios guaraní”, (comentario del Dr. A. Jover Peralta).-
El Dr. Ozuna, mediante la investigación de campo, recopiló el Guaraní moderno desde sus mismas fuentes, sentando las bases para el estudio del mismo en el siglo XX. Asimismo, realizó notables aportes en la Gramática Guaraní, siendo uno de los pilares de la conciencia popular paraguaya, atribuyéndosele la siguiente frase, entre otras, 

“se debe imprimir en Guarani, hasta en la mas modesta imprenta del más humilde pueblo”

. 
Fue uno de los primeros, sino el primero, en proponer la enseñanza oficial del Guaraní, su legislación como idioma oficial, para lo cual realizó la primera traducción de la Constitución Nacional en guaraní, como demostración de la capacidad expresiva, científica y social del idioma vernáculo. 
Su memoria, hoy injustamente preterida, debe rescatarse, para recuperar la conciencia social, el método científico y cumplir con muchas de sus propuestas aún no realizadas, como la alfabetización, la defensa y desarrollo de la cultura popular y sobre todo su bienestar. Debe también intentarse el rescate y la reimpresión de su enjundiosa obra, hoy al parecer perdida en gran parte, pero que podría encontrarse en archivos privados o en los de las numerosas instituciones paraguayas e internacionales de las que fuera miembro.